# نسخة سوبر 1750
نسخة سوبر 1750  كانت وحدة ذاكرة وصول عشوائية مصممة بشكل صغير، ومتوافقة وبديل من طرف ثالث لكومودور CBM 1750 REU. صنع من قبل تصاميم مستى الشرائح (Chip Level Designs)، وبيعت من قبل دعم البرمجيات الدولي (Software Support International).
- تعمل على  C128 وC64.  لم يتطلب الـ C64 مزود طاقة كبيرة لاستخدامها, بعكس REU الأصلية من شركة كومودور.
- استخدمت نفس شريحة MOS 8726 REC (المتحكم بزيادة ذاكرة الوصول العشوائي) المستخدمة في REU من شركة كومودور.  بدلاً من 16 شريحة  256×1-بت من ذاكرة الوصول العشوائي الديناميكية, استخدمت أربع 256×4-بت من ذاكرة الوصول العشوائي الديناميكية.  كانت ذاكرة الوصول العشوائي الديناميكية في حزمة مضغوطة (رموز بريد الولايات المتحدة).

## وصلات خارجية
- دليل المستخدم لنسخة سوبر 1750  (ملف zip)